# Kostel svaté Anny (Otrokovice)
Kostel svaté Anny je neoklasicistní sakrální stavba v Otrokovicích, konkrétně v městské části Kvítkovice.

## Historie
Na místě kostela stávala dřevěná kaplička. Obyvatelé Kvítkovic docházeli na bohoslužby do Napajedel. Z rozhodnutí valné hromady kvítkovických obyvatel byla v letech 1898-1899 postavena současná kaple. Roku 1916 byla přistavěna sakristie. Během druhé světové války proběhla kromě stavby předsíně a kůru i oprava a pozlacení hlavního oltáře, obrazu sv. Anny a obrazů křížové cesty. Na jaře roku 1944 byl postaven boční oltář s obrazem Panny Marie Hostýnské.
Roku 1969 byl kostel přidělen k otrokovické farnosti. V roce 1973 byl v kapli instalován nový zvon a roku 1976 byly upraveny vnitřní prostory dle nových liturgických předpisů (např. boční oltář předělán na obětní stůl). V roce 1985 zde byly svépomocí postaveny nové varhany, nezvykle umístěné pod kůrem na boční straně kostela. Roku 2010 byla provedena poslední rekonstrukce, během níž byla opravena střecha. V roce 2012 byla zrekonstruována náves, na které kostel stojí.

## Popis
Kostel je neoklasicistní jednolodní stavbou s jedním bočním oltářem a sakristií.